# 浪蕩王子
〈浪蕩王子〉（英語：The Rogue Prince）是美國奇幻劇情电视剧《龍族前傳》第一季的第二集，由劇集的聯合制片人萊恩·康達爾編劇，格雷格·亞坦內斯執導。该集的名字源自乔治·R·R·马丁2014年出版的同名中篇小說，即剧集原著《血与火》中“血龙狂舞”故事的背景前传。
該集於2022年8月28日在HBO首播，獲得普遍的正面評價，影評人稱讚其製作設計、愛考克和史密斯的演出以及在龍石島的戴蒙和雷妮拉之間的對峙，同時亦有人批評其“對話過多”。

## 劇情

### 石階列島
厄斯索斯自由貿易城邦的同盟三女兒同盟占領了石階列島，三女兒同盟的海軍司令克拉哈斯·德拉哈王子（丹尼爾·斯科特-史密斯（Daniel Scott-Smith） 飾）將維斯特洛的士兵釘在海灘的柱子上，讓他們被螃蟹活活吃掉。

### 君臨
距離雷妮拉·坦格利安公主（米莉·愛考克 飾）被任命為鐵王座繼承人已經過去了六個月。三女兒同盟摧毀了四艘維斯特洛船隻，海軍上將科利斯·瓦列利昂伯爵（史提夫·陶森特 飾）要求御前會議馬上對三女兒同盟採取行動。雷妮拉提議派出馭龍者向德拉哈展示力量，韋賽里斯·坦格利安一世國王（派迪·康斯丁 飾）有些許不滿女兒在御前會議面前與自己持相反意見，因而拒絕了她的建議並派她去選擇一名新的御林鐵衛成員。儘管奧托·海塔爾爵士（萊斯·伊凡 飾）和新任命的總司令哈羅德·維斯特林爵士（葛拉罕·麥克塔維什 飾）反對，雷妮拉仍因為克里斯頓·科爾爵士（法比恩·法蘭科 飾）的軍事經驗而選擇了他。
在父親的催促下，亞莉森與韋賽里斯私底下見面，並建議他與雷妮拉談談艾瑪王后的死和他對再婚的期望，他們兩人的關係在見面後更深厚了。科利斯和雷妮絲·坦格利安公主（夏娃·貝斯 飾）建議韋賽里斯與他們十二歲的女兒蘭娜小姐（諾娃·富埃利斯-莫塞（Nova Foueillis-Mosé） 飾）結婚，團結他們兩個日漸疏遠的家族，從而穩固王權，韋賽里斯對該提議感到驚訝。
御前會議獲悉之前奪取龍石島的戴蒙·坦格利安親王（馬特·史密斯 飾）偷走了原本要送給貝隆王子的龍蛋，並宣佈要與他聲稱懷孕的彌賽麗亞（水野索諾亞 飾）結婚。奧托說服韋賽里斯讓自己去龍石島直面戴蒙。

### 龍石島
隨著流血事件的威脅在逼近，雷妮拉及時騎著她的巨龍敘拉克斯飛到龍石島，並從戴蒙那裏和平地安全取回龍蛋。

### 回到君臨
雷妮拉的不服從激怒了韋賽里斯國王，韋賽里斯隨後發自內心地與雷妮拉討論關於自己再婚的問題，他們兩父女的關係有所好轉。然而，韋賽里斯最終在御前會議宣佈他將與亞莉森結婚，這讓雷妮拉和科利斯都感到震驚和憤怒。

### 潮頭島
在韋賽里斯宣佈再婚的對象後，科利斯與戴蒙秘密會面，提議他們共同努力奪回石階列島，並利用戰爭的勝利為自己謀取利益。

## 迴響

### 收視率
根據尼爾森NV和HBO的數據，第二集首播時在所有平台上總計有1020萬美國觀眾觀看。第二集的收視率增加了2%，這對於首播後的一集來說是罕見的業績。

### 評價
該集獲得大多數的正面評價。根据評論匯總网站爛番茄汇总的113篇评论文章，85%的评论家给予该作正面评价，使之獲得「認證新鮮」標識，平均打分为7.40分（满分10分）」
《IGN》的海倫·奧哈拉給該集8/10分的評價並說：“《龍族前傳》在第二周保持強勁勢頭。這一集主要將場景轉移到新的且更危險的地方——但有巨龍的存在所以誰在乎呢？”她還強調戴蒙和雷妮拉在龍石島的對峙是“迄今為止該劇的最佳時刻”，並讚揚萊恩·康達爾的編劇和萊斯·伊凡的演出。為《滾石雜誌》撰稿的肖恩·T·柯林斯（Sean T. Collins）將這一集總結為：“引人注目的意象、引人入勝的陰謀、人性化的表演：把它們放在一起，你就會得到一些精彩的奇幻電視節目。隨著新女王即將到來，戰爭即將來臨，我們有一種感覺——維斯特洛將再次變得瘋狂。”他還讚揚演員們的演出，尤其是派迪·康斯丁和米莉·愛考克。
《Den of Geek》的亞歷克·博哈拉德（Alec Bojalad）給該集兩顆半星的評價（滿分五顆星）。他認為該集“對話過多”且比首播集弱，並說：“尷尬的一小時電視節目，但並沒有完全消除該劇成為‘電視鐵王座’上‘有價值繼承人’的希望。”然而，他也稱讚該集的製作品質、視覺效果、雷妮拉和戴蒙之間的對峙，以及科利斯和戴蒙之間的最後一幕。《影音俱樂部》的珍娜·舍勒（Jenna Scherer）給該集評分為“C+”，表示該集“對話過多”，並是由“85%的宮廷陰謀”組成，但亦同時讚揚戴蒙和雷妮拉之間的對峙，並認為該劇“迫切需要更多像這樣的場景”，因為該劇重點放在對話和宮廷陰謀會變得“無聊”。《Vulture》的希拉里·凱利（Hillary Kelly）給該集三顆星的評價（滿分五顆星），並稱其為“重於闡述，輕於亂倫”，亦稱讚龍石島的對峙說：“終於出現一些有意思且劇烈的緊張氣氛。”

## 外部連結
- 互联网电影数据库上浪蕩王子的资料（英文）

- 《浪蕩王子》（页面存档备份，存于）在HBO
- 爛番茄上《浪蕩王子》的資料（英文）